# Propaganda sukcesu

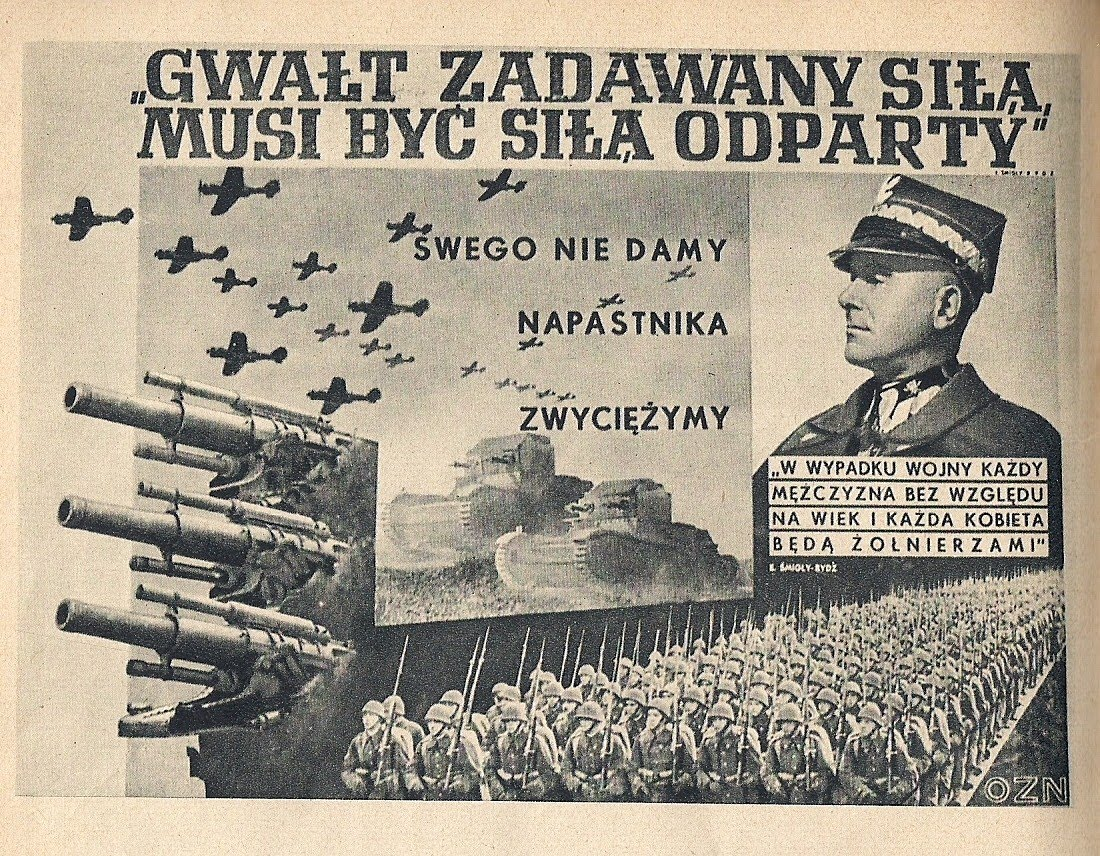
Propaganda sukcesu, plakat z 1939

Propaganda sukcesu – rodzaj propagandy wyolbrzymiający sukcesy ekipy rządzącej. Wszystkie problemy zostają zminimalizowane, a odpowiedzialność za nie zrzuca się na poprzednią ekipę, wrogie siły itp.
Skutecznie uprawiana propaganda sukcesu może zostawić wśród ludzi pozytywną opinię o epoce, która nie była uznawana za tak dobrą.

## Okres rządów Edwarda Gierka
W Polsce przykładem propagandy sukcesu była propaganda uprawiana w latach 70. XX wieku za rządów ekipy Edwarda Gierka. Język propagandy operował chwytliwymi hasłami, typu: „aby Polska rosła w siłę, a ludzie żyli dostatniej”, „cud gospodarczy”, „dynamiczny rozwój”, „budowanie drugiej Polski”. Z tamtych czasów pochodzi również nagłaśniane przez prasę i telewizję twierdzenie, że Polska była wówczas „ósmą potęgą gospodarczą świata”, mieszcząc się wśród dziesięciu najszybciej rozwijających się państw świata. Miejsce pierwsze w tej propagandzie zajmował ZSRR, potem USA, następnie cztery największe kraje europejskie oraz Japonia, a PRL ósme.
W celu uwiarygodnienia tych twierdzeń, propaganda przedstawiała wysokie wskaźniki gospodarcze z wybranych sektorów – wysokie pozycje w produkcji węgla kamiennego (wówczas według oficjalnych danych Polska zajmowała 4 pozycję na świecie), produkcji energii elektrycznej, stali, cementu, statków – pomijając fakt, iż przy ich uzyskaniu posługiwano się przestarzałymi, energochłonnymi i rujnującymi środowisko naturalne technologiami, a konkurencyjność tych produktów wynikała z niskich płac robotników, pracujących w warunkach niebezpiecznych dla zdrowia.
Obraz rzeczywistości kreowanej przez publikatory w okresie tzw. gierkowskiej dekady (1970–1980) pozostawał w sprzeczności z realiami życia codziennego, niskimi dochodami większości społeczeństwa oraz powszechnym brakiem towarów konsumpcyjnych. Wówczas drogą zdobycia najpotrzebniejszych towarów stawały się coraz częściej znajomości i powiązania rodzinne, czy też eufemistycznie nazywana „załatwianiem” – korupcja. Wbrew faktom i wskaźnikom ekonomicznym propaganda wykazywała, iż problemy wynikają z „okresowych trudności”, a „ludziom żyje się coraz lepiej”.
Rzeczywistość obrazowały wyliczenia porównawcze siły nabywczej obywateli z krajów „pierwszej dziesiątki” najsilniejszych gospodarek świata (do których według propagandy miała zaliczać się Polska), np. w momencie odejścia ekipy Edwarda Gierka w 1980 przeciętny Polak musiał pracować 37 godzin, aby kupić sobie jedną koszulę męską, a przeciętny Japończyk 2 godziny i 3 minuty. Analogiczne wyliczenia z 1980 dotyczyły możliwości zakupu telewizora czarno-białego – wówczas Polak musiał pracować 370 godzin, aby stać go było na zakup tego towaru, a Japończyk 9 godzin i 15 minut. Kontrastowało to również ze stylem życia ówczesnej nomenklatury PRL i jej odizolowaniem od rzeczywistych problemów społecznych, korzystającej z przywilejów typu talony, tanie dacze, specjalne sklepy („za żółtymi firankami”) oraz uwikłanej w malwersacje gospodarcze i rozkradanie majątku państwowego.